# François Civil
François Civil, född 29 january 1990 i Paris, är en fransk skådespelare.
Civil har bland annat medverkat i filmerna De tre musketörerna – D’Artagnan och Moliére. Han har även medverkat i TV-serien Fiasco.

## Filmografi (i urval)
- 2007 – Molière
- 2023 – De tre musketörerna – D’Artagnan
- 2024 – Fiasco (TV-serie)